# Cristallin
Pour les articles homonymes, voir Cristallin (homonymie).

Modèle optique de l'œil

Le cristallin est une lentille convergente naturelle de l'œil.

## Chez l'humain

### Fonction
L'œil comporte deux lentilles convergentes naturelles : la cornée, située à l'entrée de l'œil, et le cristallin, lentille biconvexe située derrière l'iris et reliée aux enveloppes de l'œil par le corps ciliaire. Ces deux lentilles concentrent les rayons lumineux sur la rétine, qui joue le rôle d'écran au fond de l'œil.
La particularité du cristallin en tant que lentille est de pouvoir modifier sa courbure, sous l'action du muscle ciliaire (un muscle lisse), et donc sa vergence. Une image nette peut donc se former sur la rétine même si l'objet est proche de l'œil. C'est le phénomène d'accommodation.

### Anatomie
Organe plein mais avasculaire, le cristallin, lentille organique, est formé essentiellement de cellules anucléées, allongées et disposées en couches concentriques, en bulbe d'oignon, ensachées dans une capsule ou cristalloide, qui est une membrane conjonctive fine et transparente, à travers laquelle  tous les échanges s’effectuent par diffusion.
D’un diamètre frontal de 9 mm et de 4 mm d’épaisseur, cette lentille présente une structure en bulbe constituée de couches s’enroulant les unes autour des autres. Ces différentes couches résultent de la prolifération de l’épithélium antérieur, zone germinative formée de cellules, qui se multiplient puis migrent et s’étirent au niveau de l’équateur cristallinien, tout en perdant progressivement leur noyau (différenciation) pour former des fibres (ou cellules fibreuses). La couche cellulaire, située à l’avant du cristallin, est active
tout au long de la vie faisant « grossir » le cristallin ; les fibres les plus jeunes refoulant vers le centre les fibres plus anciennes avec un noyau embryonnaire au centre entouré par la zone fœtale puis adulte et enfin la zone corticale répondant immédiatement à la cristalloïde, couche unicellulaire directement au contact de la capsule antérieure.

### Physiologie
Le cristallin est composé de cellules très particulières, fibreuses et transparentes, qui conduisent la lumière. Ces cellules ont une forme allongée exceptionnelle (jusqu'à 1 cm).
À l'exception d'une couche de cellules-souches sur la face externe, antérieure, du cristallin dont sont issues toutes les autres, les cellules fibreuses à l'issue de leur différenciation, ne contiennent ni noyau, ni aucun des organites habituels des cellules (mitochondries, réticulum endoplasmique, appareil de Golgi, etc.). Réduites à leur plus simple appareil, elles ne possèdent plus que leur membrane plasmique et leur cytoplasme, transparents. Cela se rapproche des modifications subies par les cellules lors du processus contrôlé d'apoptose, ou mort cellulaire. En cela aussi, les cellules du cristallin sont très particulières.

### Pathologies
Certaines anomalies de vision très courantes sont dues à un défaut de courbure du cristallin par rapport à la longueur de l'œil :
- la myopie : le cristallin est trop bombé par rapport à la longueur de l'œil. Par conséquent, il est trop convergent, et l'image se forme en avant de la rétine. Les objets lointains sont donc flous ;
- l'hypermétropie : le cristallin est trop aplati par rapport à la longueur de l'œil. Par conséquent, il n'est pas assez convergent, et l'image se forme en arrière de la rétine. Les objets proches sont donc flous. C'est l'inverse de la myopie.

D'autres apparaissent à la suite d'une dégénérescence du cristallin, souvent liée à l'âge, mais pas nécessairement :
- la presbytie (due à une perte de souplesse qui rend l'accommodation difficile) ;
- la cataracte (due à une opacification des cellules du cristallin, opacification éventuellement induite par l'exposition à un rayonnement ionisant ou à un taux de sucre trop élevé (diabète) une directive européenne (que la France devrait transposer en 2014) diminue la limite d’exposition du cristallin pour les professionnels (de 150 à 20 mSv/an)[3].

Autres exemples de pathologies du cristallin plus rares :
- l'aphakie (en anglais aphakia) : absence de cristallin à la suite d'une intervention chirurgicale ou d'un traumatisme ;
- la fibroplasie rétro-cristallinienne (ou fibroplasie rétro-lentale, maladie de Terry ; en anglais retrolentalefibroplasia, Terry's syndrome), qui atteint certains prématurés, quelques mois après la naissance. L'évolution de la fibroplasie rétro-cristallinienne se fait le plus souvent vers la cécité (perte de la vision). Cette affection est favorisée par un apport trop important d'oxygène chez le prématuré ;
- on trouve dans l'homocystinurie, un placement anormal du cristallin (subluxation) ;
- l'endophtalmie phako-anaphylactique (en anglais endophthalmitis phaco-allergica) est une inflammation de la chambre antérieure de l'œil de nature aseptique due à une blessure du cristallin ;
- le syndrome de Frenkel survenant après un traumatisme de l'œil, avec subluxation du cristallin ;
- la maladie de Richner-Hanhart ou syndrome de Richner-Hanhart, maladie génétique héréditaire et récessive, avec une kératose palmo-plantaire associée à un retard de croissance et à un retard cognitif. Cette maladie est due à une absence d'une enzyme : tyrosine amino transférase ;
- l'iridodonèse ou iridodonésis (en anglais iridodonesis) se traduit par des tremblements de l'iris provoqués par de petits mouvements de l'œil ;
- le lentiglobe  ou lenticone (en anglais lenticonus) désigne une déformation du cristallin qui présente des surfaces ayant une courbure plus accusée qu'à l'état physiologique ;
- le syndrome de Marfan avec modifications de la forme et de la taille du cristallin ;
- la microphakie (en anglais microphakia) désigne une taille anormalement petite du cristallin ;
- la phacocèle : c'est une hernie du cristallin ;
- la sphérophakie (en anglais spherophakia) désigne un cristallin ayant un aspect sphérique ;
- la phacomalacie (en anglais phacomalacia) désigne le ramollissement du cristallin ;
- la dystrophie cristalline de la cornée de Schnyder est une malformation de la cornée de nature héréditaire et familiale dont la transmission se fait selon le mode autosomique dominant ;
- le syndrome De Weill-Marchesani ou syndrome de brachymorphie-sphérophakie est une affection de nature héréditaire, polymalformative avec un nanisme et une brachycéphalie.

## Chez d'autres animaux

### Calmars
Les yeux des calmars contiennent chacun un cristallin dur. L'accommodation est réalisée par le déplacement du cristallin (comme la lentille d'une caméra ou d'un télescope) plutôt que par sa contraction comme pour l'œil humain.
Le cristallin est sphérique, et élimine toute aberration grâce à une variation continue de l'indice de réfraction, qui diminue du centre à la périphérie. Les S-cristallines forment un réseau très dense et pauvre en eau près du centre du cristallin, mais ne représentent plus qu'environ 4 % du matériau à la périphérie. On a mis en évidence 53 S-cristallines différentes, qui diffèrent les unes des autres par environ 15 % des acides aminés mais aussi par la présence de boucles d'acides aminés plus ou moins longues : la proportion de S-cristallines à boucles longues augmente avec la distance au centre. Les interactions entre boucles gênent la diffusion chimique, qui tendrait à rééquilibrer les concentrations en protéines.